# Skolark
En skolark (klassisk grekiska: σχολάρχης, scholarchēs) är en skolas föreståndare. Termen användes speciellt om föreståndarna för de filosofiska skolorna i det antika Aten, som exempelvis den platonska akademin vars förste skolark var Platon själv. Platon höll posten i fyrtio år och utnämnde sin systerson Speusippos till efterträdare; senare skolarker valdes av akademins medlemmar.
En lista över skolarker vid de fyra stora filosofskolorna i Aten under den hellenistiska tiden, med ungefärliga tidpunkter (f.Kr.) för när de ledde skolorna, ges nedan:
| Akademin | Lyceum | Stoa | Trädgården |
| --- | --- | --- | --- |
| 388-348 Platon 348-339 Speusippos 339-314 Xenokrates 314-270 Polemon 270-265 Krates från Aten 265-241 Arkesilaos 241-225 Lakydes 225-167 Telekles & Euandros 167-165 Hegesinos från Pergamon 165-137 Karneades 137-131 Karneades II 131-127 Krates från Tarsos 127-110 Kleitomachos 110-84 Filon från Larissa | 335-322 Aristoteles 322-287 Theofrastos 287-269 Straton 269-225 Lykon 225-??? Ariston från Kea c. 155 Kritolaos ???-110 Diodoros från Tyros | 300-262 Zenon från Kition 262-230 Kleanthes 230-205 Krysippos 205-??? Zenon från Tarsos ???-145 Diogenes från Seleukia 145-129 Antipatros från Tarsos 129-110 Panaitios | 307-271 Epikuros 271-250 Hermarchos 250-215 Polystratos 215-201 Dionysios från Lamptrai 201-??? Basileides c. 175 Thespis ???-100 Apollodoros 100-75 Zenon från Sidon 75-70 Faidros |